# توکیو گیم شو

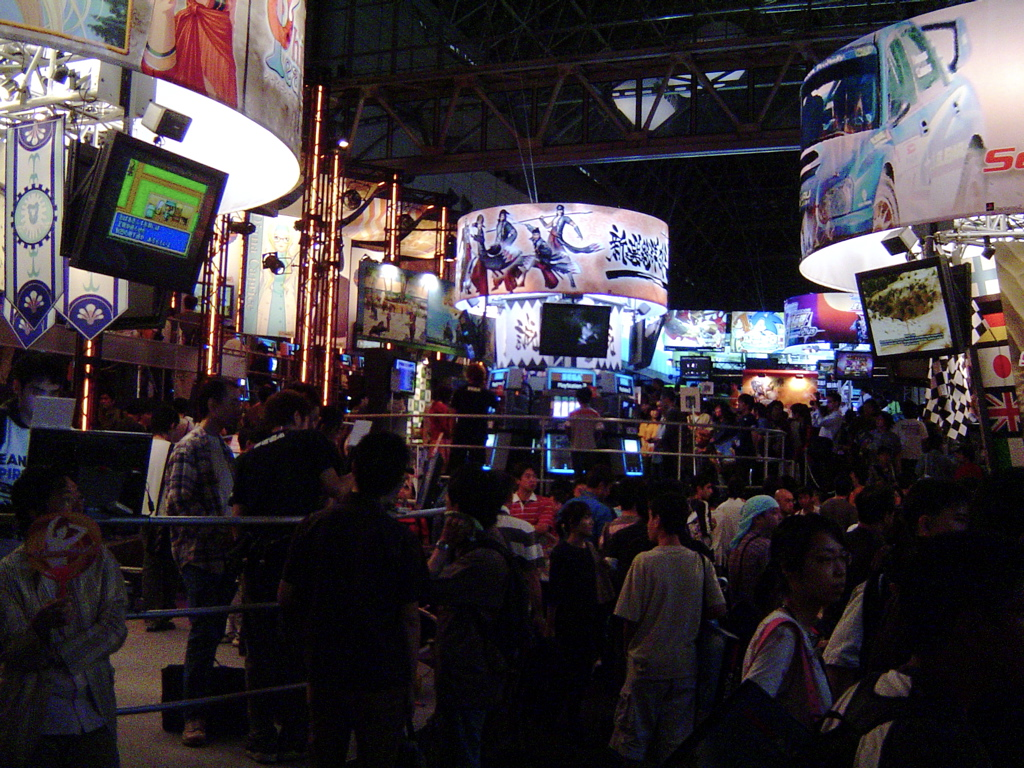

توکیو گیم شو (به ژاپنی: 東京ゲームショウ Tōkyō Gēmu Shō) که معمولاً با عنوان مختصر تی‌جی‌اس شناخته می‌شود، یک نمایشگاه بازرگانی مرتبط با بازی‌های ویدئویی که هر ساله در ماه سپتامبر و در ماکوهاری میسه، در چیبا ژاپن برگزار می‌شود. هدف اصلی این نمایشگاه رونمایی بازی‌های ژاپنی است، اما برخی از توسعه‌دهندگان بازی‌های ویدئویی بین‌المللی نیز از این نمایشگاه برای نشان دادن محصولات رو به انتشار و سخت‌افزارهای مرتبط استفاده می‌کنند. این نمایشگاه به مدت چهار روز برگزار می‌شود که دو روز اول آن به عنوان روز کسب‌وکار برای اعضای دعوت به عمل آمده از صنعت و رسانه‌ها به حساب می‌آید، در حالی که روز سوم و چهارم برای عموم مردم اختصاص داده می‌شود. بسیاری از شرکت‌های شناخته شده همچون باندای نامکو، کپ‌کام، سونی کامپیوتر انترتینمنت و اسکوئر انیکس، علاوه بر شرکت‌های دیگری دارای غرفه‌هایی در این نمایشگاه هستند.